# Volumen 2 (álbum de Chébere)
Volumen 2 es el décimo álbum de la agrupación de cuarteto Chébere. Fue editado en 1982 por el sello RCA Victor en disco de vinilo y casete y reeditado en 1996 en formato de disco compacto.

## Lista de canciones
Lado 1 (Vocalista: Pelusa)
1. «Una lágrima no basta» (Dino Ramos, Armando Patrono) – 3:17
2. «Soy un juguete de tu amor» (Don Filinto, Miguel Orlando Iacopetti, Alejandro Vezzani) – 2:55
3. «Te seguiré queriendo igual» (Carlos Javier Beltrán) – 3:14
4. «Cinco centavitos» (Ulloa) – 3:05
5. «Compartimos todo» (Sebastián Manuel) – 3:42
6. «Te quedaste dentro de mi piel» (Angel Eduardo Videla, Raúl Ernesto Moyano) – 3:00

Lado 2 (Vocalista: Ángel Videla)
1. Selección Tropical Nº1: «No te dejaré jamás» (Angel Eduardo Videla, Eduardo Gelfo, Pablo Zubillaga) / «Sin tus besos ni tu pelo» (C. Cabrera) / «Una novia en la colonia» (Angel Eduardo Videla, Ramón Ortega) – 8:00
2. «Me quema tu mirada» (Angel Eduardo Videla, Miguel Antonio Calderón, Raúl Ernesto Moyano) – 2:59
3. «Cuéntame qué te pasó» (Angel Eduardo Videla, Juan H. Capri) – 3:25
4. Selección Tropical Nº2: «Mi mula» (Chico Novarro) / «La piraña no deja carne» (Mario Castellón, Taco Morales) – 4:38

## Miembros (sin acreditar)
- Locución y animación: “Pato” Lugones
- Voz: Pelusa
- Voz: Ángel Videla
- Bajo: Beto Guillén
- Teclados: Ángel Videla y Alberto Pizzichini
- Violín: "Huesito" Terragni

### Reedición de 2003
Volumen 2 fue relanzado por BMG Ariola Argentina S.A. el 7 de marzo de 2003 en versión CD junto a las 12 pistas que integran el álbum Volumen 3 de 1983, bajo el nombre de Discografía completa, volumen 2.
- Datos: Q113141626